# Philornis vespidicola
Philornis vespidicola (лат.) — вид двукрылых из семейства настоящих мух, распространённый в Перу.

## Описание
Тело мух тёмное длиной около 8 мм. Лоб самца узкий, около 0,092 ширины головы. Лобных щетинок 12—15. Грудь коричневато-чёрная, в серой пыльце и с рисунком из четырёх продольных полос. Крыло полупрозрачные, слегка затемнённые около передней поперечной жилки. Жилки коричневые. Жужжальца сверху темные, снизу желтоватые. Ноги желтые. Тергиты брюшка в серой пыльце два первых тергита желтоватые, остальные коричневато-чёрные. Четвёртый тергит c мраморным оттенком. Два первых стернита и генитальные стерниты жёлтые. У самки лоб шире, около 0,152 ширины головы. Лобные ряды 15—18. Ноги темные, тазики и вертлуги жёлтые.

## Биология
Личинки сапрофаги или хищники в гнёздах перепончатокрылых.

## Распространение
Вид встречается только в Перу в окрестностях города Оксапампа .